# Stagione di college football 1909
La Stagione di college football 1908 fu la quarantesima stagione di college football negli Stati Uniti.
La stagione riporta l'esordio di 41 scuole statunitensi, tra cui Troy e Hawaii attualmente in Division I FBS. Il numero di gare crebbe moderatamente, dopo le nuove regole immesse nel 1906 per rendere tale sport meno brutale.

## Regolamento
La stagione vide per la prima volta applicato il nuovo punteggio per il field goal, che passò dai precedenti 4 punti a 3 punti. Per il resto, il regolamento venne mantenuto identico a quello dell'anno prima:
- Campo di 110 yard
- Kickoff effettuato da centrocampo
- Tre down per guadagnare dieci yard
- Il touchdown assegnava 5 punti
- Il field goal assegnava 3 punti
- Passaggio in avanti legale, ma soggetto a penalizzazioni.

## Campioni nazionali
| 1909 | Yale | 10–0 | Howard Jones | BR, HAF, HS, NCF, PD |

## College esordienti
- Troy Trojans football
- Hawaii Warriors football